# Delminichthys ghetaldii
Delminichthys ghetaldii là một loài cá vây tia thuộc họ Cyprinidae.
Loài này có ở Bosnia và Herzegovina.
Môi trường sống tự nhiên của chúng là sông ngòi, suối nước ngọt, và carxtơ nội địa.
Chúng hiện đang bị đe dọa vì mất môi trường sống.